# Maru Campos
María Eugenia Campos Galván (Chihuahua, Chihuahua; 11 de septiembre de 1975), más conocida como Maru Campos, es una política y abogada mexicana, miembro del Partido Acción Nacional. Desde el 8 de septiembre de 2021 se desempeña como gobernadora de Chihuahua, siendo la primera mujer en ocupar el cargo.
Anteriormente, fue diputada federal y diputada local al Congreso de Chihuahua, así como presidenta municipal de Chihuahua entre 2016 y 2021, siendo la primera mujer en ocupar el cargo y también la primer persona en ser reelecta de forma democrática para un periodo inmediato posterior.

## Vida personal
Nació el 11 de septiembre de 1975 en Chihuahua, Chihuahua. Hija del ingeniero Manuel Campos Cepeda y de la abogada y política María Eugenia Galván Antillón, quien fuera diputada de la LVIII Legislatura del Congreso de la Unión de México y secretaria de fomento social del estado de Chihuahua. Dicho matrimonio dio a luz a un segundo hijo de nombre Guillermo Federico, quien fuera político y funcionario federal en Chihuahua y falleciera en un accidente automovilístico en la Ciudad de México el 14 de noviembre de 2011, después de haber asistido a los funerales de Francisco Blake Mora.
Su infancia la vivió en su ciudad natal, donde cursó su educación básica y media en el Instituto La Salle. Desde pequeña participó en las misiones que se organizaban a la Sierra Tarahumara, en particular a localidades pertenecientes a los municipios de Bocoyna y Batopilas.
De agosto de 1994 a diciembre de 1999, estudió la carrera de derecho en el Tecnológico de Monterrey campus Chihuahua. A la par de sus estudios de licenciatura fue litigante de derecho civil en una firma jurídica en su ciudad natal y realizó un intercambio académico la Escuela de Gobierno de Harvard.
Posteriormente estudió una maestría en estudios latinoamericanos y gobierno en la Escuela de Servicio Exterior de la Universidad de Georgetown. Cuenta también con una maestría en administración pública y políticas  públicas por la Escuela de Graduados de Administración Pública de su alma mater y múltiples diplomados, entre ellos en gobernabilidad cambios democráticos, teoría política y comunicación política por la Universidad Iberoamericana, la Organización Demócrata Cristiana de América, la Universidad de Georgetown y el Instituto Nacional Demócrata para los Asuntos Internacionales.

## Vida política

### Inicios en la vida política
A los veintidós años se afilió al Partido Acción Nacional. Desde 1998 es consejera estatal de su partido político y desde el 2007 consejera nacional. Fungió como secretaria estatal de Acción Juvenil dentro del comité directivo estatal de Chihuahua de 1997 a 1999.
En el 2000 ingresa al servicio público a través del Congreso de Chihuahua donde fungió como asesora del grupo parlamentario de su partido político. Posteriormente migra a Ciudad de México para convertirse en asesora de la comisión de energía de la Cámara de Diputados y después como secretaria particular y secretaria técnica de la Dirección General de Desarrollo Político de la Secretaría de Gobernación.
De 2004 a 2006 fue la representante del comité ejecutivo nacional de su partido en Washington, Estados Unidos. En la contienda interna panista para designar a su candidato presidencial para las elecciones federales de 2006 fue coordinadora nacional de mujeres del precandidato Santiago Creel.

### Funcionaria federal (2009-2012)
En diciembre de 2009 fue nombrada delegada estatal de LICONSA, empresa estatal del sector de desarrollo social cuyo propósito es contribuir a la superación de la pobreza alimentaria. Dentro de su trabajo administrativo reorganizó procesos y controles internos para el programa de compra de leche fresca en el estado y denunció un desvío de recursos recurrente en donde se encontraba implicada la empresa Industrias Lácteas de Chihuahua, filial de la española Industrias lácteas asturianas, dueña de la marca Reny Picot. En mayo de 2011, tras recibir amenazas, renunció a su cargo por motivos de seguridad personal.
Posteriormente trabajó como asesora en la Dirección General de la Comisión Federal de Electricidad donde coordinó los esfuerzos de gestión social de la paraestatal y la vinculación institucional de la misma con las entidades federales y el Congreso de la Unión.
En las elecciones federales de 2012 fue candidata del Partido Acción Nacional a diputada federal en el distrito electoral 8 que comprendía en ese entonces el norte y oriente de la capital chihuahense. Obtuvo el 31.48% de los votos y quedó a menos de ocho mil votos de diferencia del ganador priista Pedro Ignacio Domínguez Zepeda.

## Legisladora

### Diputada federal (2006-2009)
En las elecciones federales de 2006 fue candidata del Partido Acción Nacional a diputada federal por la vía de representación proporcional. Asumió su escaño como integrante de la LX Legislatura del Congreso de la Unión el 1 de septiembre de ese mismo año.
Fue secretaria de la comisión de relaciones exteriores e integrante de las comisiones del Distrito Federal, de la función pública y de la especial para la reforma del estado.
Como diputada presentó múltiples iniciativas y puntos de acuerdo, entre ellas la creación del Único de Garantías Mobiliarias que entró en vigor en agosto de 2009; la necesidad de autorización del Congreso de la Unión para que el Presidente de la República pueda ausentarse en el extranjero hasta por siete días; la reforma constitucional que fortalece al Banco de México para que promueve el crecimiento económico y el empleo; y la formulación e implementación de estrategias integrales para abordar la problemática de la frontera norte. Además gestionó la realización del hospital infantil en la capital.
Entre las reformas que apoyó y fueron aprobadas y posteriormente publicadas en el Diario Oficial de la Federación están: el fortalecimiento de las funciones de fiscalización de la Auditoría Superior de la Federación; el dictamen que elevó a rango constitucional el derecho a la información pública; la reducción del financiamiento público y privado a partidos políticos; el endurecimiento de castigo a la delincuencia organizada; la nueva Ley de Promoción y Desarrollo de los Bioenergéticos; el impuso a la participación de las mujeres en el desarrollo económico del campo; el impulso a la capacitación y el reconocimiento a las parteras indígenas; la inhabilitación a servidores públicos que omitan presentar su declaración patrimonial sin causa justificada.

### Diputada local (2013-2016)
En las elecciones estatales de 2013 fue candidata del Partido Acción Nacional a diputada local por el XVII Distrito Electoral Local de Chihuahua que comprendía la zona oriental de la ciudad capital. Obtuvo el triunfo al ganar el 47.84% de los votos con una ventaja de más de seis puntos sobre el segundo lugar.
Asumió como integrante de la LXIV Legislatura del Congreso del Estado de Chihuahua el 1 de octubre de ese mismo año. Fue secretaria de las comisiones de programación, presupuesto y hacienda pública; y de fiscalización. E integrante de las comisiones primera de gobernación y puntos constitucionales; de energía; de economía; especial de análisis del informe de labores de servidores públicos del poder ejecutivo estatal; especial de análisis de informes de gobierno; y mesa de trabajo para el análisis de la reforma al poder legislativo local. Además de esto fungió como vicecoordinadora de la bancada panista en el congreso.
Dentro de su trabajo legislativo presentó iniciativas para expedir la ley de mejora regulatoria y austeridad del estado;  la ley de prevención de adicciones en el estado; la ley estatal de becas y créditos; y la ley del programa escuela para madres, padres y tutores del estado. También presentó diversas propuestas que se integraron a la nueva ley de pensiones civiles del estado; solicitó auditorías a la Coordinadora de Transporte Colectivo por las anomalías detectadas en Vivebus; exigió hacer efectivo el descuento del 50% en el cobro del pasaje para el transporte urbano y semiurbano; pidió la publicación del reglamento de la ley de bienestar animal; solicitó la ampliación del programa de homologación de los precios de las gasolinas para reducirlos y rechazó en múltiples ocasiones los incrementos de deuda solicitados por el gobierno estatal.
En 2016 solicitó licencia para buscar la candidatura panista a la alcaldía de su ciudad natal.

## Presidenta municipal de Chihuahua (2016-2021)

### Elecciones de 2016
Una vez otorgada su licencia como diputada local, el 3 de marzo de 2016 se registró como aspirante a la presidencia municipal de Chihuahua, recibiendo su constancia como precandidata dos días después.
Del 28 de abril al 1 de junio de ese mismo año realizó su campaña electoral como candidata panista. En los comicios obtuvo en total 154 229 votos, lo que representa el 44.33% de los sufragios emitidos, con ello no solo recuperó el gobierno municipal para su partido, sino que se convirtió en la candidatura que haya ganado la elección con mayor diferencial de votos al superar con 63 312 sufragios a su competidor más cercano y una diferencia de 18.2%.
Días después de la elección recibió su constancia como alcaldesa electa y fue recibida por el entonces presidente municipal Javier Garfio Pacheco, para iniciar los trabajos de transición.

### Primera gestión

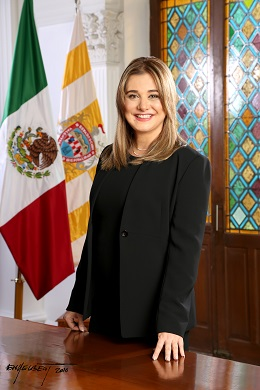
Fotografía oficial como alcaldesa de Chihuahua 2016-2018.

El 10 de octubre de 2016, tomó protesta como la primera mujer presidenta municipal de Chihuahua para el periodo 2016 - 2018.
En materia de seguridad implementó la plataforma Escudo Chihuahua con arcos de seguridad y cámaras lectoras de placas en los límites geográficos de la ciudad, así como con la instalación de más de quinientas cámaras de vigilancia en la ciudad ya que ella recibió como seis en funcionamiento. De igual modo equipo con tabletas a las patrullas municipales y con cámaras de solapa a los policías. Construyó un nuevo centro de inteligencia, monitoreo y operaciones municipales al que adicionalmente se conectaban más de tres mil cámaras particulares y una nueva comisaría en la colonia Riberas del Sacramento. Reparó el helicóptero de la corporación que tenía años sin usarse y adquirió el primer vehículo táctico municipal para intervenciones de alto riesgo. Estableció el escuadrón rosa para atender y prevenir la violencia intrafamiliar y un botón de pánico en negocios y equipos celulares a través de su aplicación móvil municipal llamada “Marca el cambio”. Con el apoyo y la participación de la Agencia de los Estados Unidos para el Desarrollo Internacional implementó un programa de intervención social y mejora de espacios públicos bajo el nombre de “Mi colonia es mi casa”. Con todo esto, durante su primer gestión redujo la incidencia delictiva en 28% y en un 49% los homicidios.
Implementó un plan de austeridad que le ahorró aproximadamente cien millones de pesos mexicanos y aumentó los ingresos municipales sin incrementar el impuesto predial, esto la llevó a logra que el municipio mejorar su grado de inversión a BBB+ en Fitch Ratings y AA+ en HR Ratings.
Durante su gestión se reformaron los reglamentos municipales para dar paso a que las sesiones de cabildo y los procesos de adquisición fueran transmitidas en vivo a través de redes sociales, de igual modo logró que la gaceta municipal iniciara su publicación en versión digital. Creó el órgano de control interno e introdujo el modelo de la triple hélice en las acciones de gobierno. Mejoró la calificación de transparencia en el gobierno municipal logrando una evaluación de 94 sobre 100 por parte del Instituto Chihuahuense para la Transparencia y duplicó la calificación hecha por el colectivo nacional Ciudadanos por Municipios Transparentes. Convirtió al municipio en uno de los tres en cumplir con la nueva ley de contabilidad gubernamental.
Encabezó una ceremonia oficial para perdón institucional por la tragedia del Aeroshow de 2013 y entregó indemnizaciones a las víctimas y sus familiares. Construyó además el memorial de dicho accidente.
En materia económica reactivó el Consejo de Desarrollo Económico Regional que tenía media década sin funcionar, instaló una nueva oficina para apertura rápida de empresas en el centro de la ciudad, creó el fondo municipal de emprendedores, inauguró el Chihuahua Living Lab que fomenta la innovación ciudadana e invirtió en el fomento de los clústers automotriz, aeroespacial, metalmecánico, turismo médico y vitivinícola. También implementó el programa “Chihuahua first” con el que se incorporaron empresas locales a cadenas de valor internacionales y firmó un convenio con la Unión Europea para implementar tecnologías que reduzcan las emisiones de contaminantes de carbono.
Construyó diversas obras de infraestructura municipal, entre las que se encuentran: la electrificación de nueve colonias que llevaron luz a cinco mil familias sin servicio, el colector de aguas residuales del sur de la ciudad, la instalación de drenaje a más de ocho mil viviendas, el corredor deportivo y de esparcimiento en Vistas Cerro Grande que es el parque lineal más grande de la ciudad, la gaza del periferico la juventud con la avenida la cantera, la ampliación de carriles de la carretera Aldama a vialidad Sacramento, el distribuidor vial del cruce de Homero y Tecnológico, la prolongación del tercer carril de la avenida cantera y el carril lateral de la carretera panamericana, setenta y cuatro nuevos paraderos de autobús y la pavimentación con concreto hidráulico del camino de Sauz a Nuevo Delicias y de cerca de trescientas calles, la renovación del centro de equinoterapia municipal, la remodelación de la casa siglo XIX para convertirla en museo, las clínicas en el ejido Ocampo y en Riberas del Sacramento.
Inauguró el corredor escultórico del centro de la ciudad donde se encuentran, entre otras, obras de José Luis Cuevas; y mejoró las condiciones en las que se encontraban la Cueva de las Monas, el paseo de las ex haciendas de Chihuahua, las Grutas del Nombre de Dios. También creo el fondo para aristas y creadores, el primero a nivel municipal en todo el país.
Durante su gestión implementó el programa “Presidenta en tu colonia” donde acudía a los espacios públicos de la ciudad a atender directamente a los ciudadanos, las becas de transporte para estudiantes, la tarjeta “Mi apoyo, mi bienestar” que benefició a más de noventa mil mujeres y el programa alimentario del adulto mayor que duplicó su padrón de beneficiarios respecto la administración anterior.
Recibió los premios “Escoba de plata” como una de las ciudades más limpias de Latinoamérica, el premio de la revista Alcaldes de México por sus avances en seguridad pública y el Pioneer Award por parte de la Cámara Hispana de Comercio de Odessa, Texas.
El 17 de mayo de 2018 solicitó licencia al cabildo para ir en busca de la reelección para la Presidencia Municipal, quedando en su lugar Marco Bonilla Mendoza.

### Elecciones de 2018
El 28 de enero de 2018, se registró como precandidata a alcaldesa en aras de buscar la reelección al cargo en las elecciones de 2018 e inició campaña la última semana de mayo como candidata de la coalición “Por Chihuahua al Frente” integrada por el Partido Acción Nacional y Movimiento Ciudadano.
En los comicios, obtuvo 203 613 votos que representan el 51.37% de la votación, cerca de cien mil votos más que el segundo lugar y casi cincuenta mil votos más que su primera elección como alcaldesa, superando así su propio récord y convirtiéndose en la primer persona que fue reelecta de forma democrática para el cargo.
Tras las elecciones y después de haber ganado la reelección, se reincorporó al cargo el 8 de agosto de ese mismo año para terminar el mandato para el que había sido electa en 2016 e iniciar inmediatamente su segunda gestión.

### Segunda gestión
El 10 de septiembre de 2018 rindió protesta como alcaldesa reelecta para su segundo mandato que comprendía del 2018 a 2021.
Fortaleció la plataforma Escudo Chihuahua que implementó en su primer gestión agregando más de quinientas cámaras adicionales con lo que el municipio superó los mil equipos, renovó la flota policial, continuó con los programas policía escolar y abuelo policía afuera de planteles e integró un nuevo programa llamado vecino vigilante. Creó la unidad de análisis tácticos, la sala de inteligencia y la unidad especializada en delitos de género que estableció zonas naranjas en el municipio para atender a mujeres en situación de violencia, instaló botones de pánico en parabuses y logró triple certificación ISO de la Organización Internacional de Estandarización de la policía municipal, así como la certificación de la Comisión de Acreditación para Agencias de Aplicación de la Ley (CALEA).
En materia económica lanzó la marca ciudad para atraer turismo e inversiones, entre los logros de inversiones destaca una 14.5 millones de dólares americanos por parte de The Home Depot, digitalizó de principio a fin los trámites mas usados, amplió el fondo municipal de emprendedores, logró la calificación AAA de Fitch Ratings y recibió a nombre del municipio, el premio alcaldes de México por su facilidad para hacer negocios.
Con la llegada de la pandemia COVID-19 a la ciudad, tomó medidas de apoyo a la economía familiar como apoyos alimentarios, entrega de gel y jabón; de igual modo apoyó a micro y pequeñas empresas con apoyos crediticios y descuentos en trámites municipales. Una vez superada la fase de emergencia lanzó el plan de reactivación económica con el sector económico, la academia y la sociedad civil organizada. Adicionalmente se realizaron desinfecciones diarias a espacios públicos y entregó insumos a hospitales públicos de la ciudad.
Construyó tres turbo glorietas, el segundo carril de la gaza universitaria, la prolongación de la avenida nogales, el paso superior en periférico de la juventud sobre valle escondido y vía Sicilia.
Obtuvo el primer lugar en transparencia de entre todas las ciudades capitales de México y logró la tercera posición de entre todos los municipios del país. Implementó el presupuesto participativo con el que se construyó, por voluntad popular, el primer parque incluyente para personas con discapacidad. Integró el modelo de la cuádruple hélice en las acciones de gobierno.
Aumentó el programa de tarjeta de apoyo a mujeres para llegar a las ciento treinta mil beneficiarias, inició actividad la clínica dental municipal, creó el centro telefónico de orientación médica y psicológica y logró la cobertura universal de becas a todo aquel estudiante que solicitara un apoyo por resultados académicos, deportivos o por necesidad. También inauguró el centro comunitario San Martín y reconstruyó el centro de desarrollo familiar en punta oriente. Ante la desaparición del programa federal de estancias infantiles instauró apoyos municipales que las que se ubicaran en la ciudad siguieran dando servicio. Realizó la mayor inversión municipal de infraestructura educativa en la historia de la capital y fortaleció el programa DARE para sumar más de cincuenta mil alumnos impactados.
Acudió al palacio nacional mexicano para solicitar más recursos para los municipios de Chihuahua y en dicha manifestación fue gaseada por los guardias presidenciales. Formó parte central de la defensa permanente del agua de la Presa de la Boquilla, la cual estaba siendo desviada por parte de la Comisión Nacional del Agua hacia las presas de Tamaulipas; entre las acciones que acompañó solidariamente fue la instalación de un campamento en la presa y las negociaciones con el gobierno federal; logró el fin de conflicto ya siendo gobernadora electa.
En 2019 presentó el proyecto "Iluminamos Chihuahua" que contemplaba la renovación de 81 500 luminarias de la ciudad de Chihuahua, mediante una licitación de 15 años a un privado por alrededor de 6 mil 200 millones de pesos, lo que generó que diversas organizaciones civiles solicitaran se llevara a cabo un plebiscito cuyo resultado fue que el proyecto no se realizara. Esa misma noche se anunció que el proyecto sería cancelado.
Recibió el galardón Norma Villarreal que premia a mujeres políticas del ámbito municipal y su gestión recibió tres premios adicionales: uno por el programa “IMM en tu empresa”, otro por la plataforma Escudo Chihuahua, y uno más por ser un municipio humanista y transparente.
Fungió como vicepresidenta de comunicación en la Asociación Nacional de Alcaldes y del 8 de marzo al 14 de octubre de 2020, fue presidenta de la Conferencia Nacional de Municipios de México, siendo el morenista Armando Quintero Martínez su relevo.
Solicitó licencia para separarse del cargo a partir del 2 de enero de 2021 y así buscar la candidatura de su partido a la gubernatura del estado. En su lugar se nombró como alcaldesa a María Angélica Granados Trespalacios.

## Gobernadora del Estado de Chihuahua

### Elecciones de 2021
A inicios de 2020 declaró ante los medios de comunicación que aspiraba a ser la gobernadora del estado. El 13 de diciembre de 2020 se registró para participar como precandidata a la gubernatura de Chihuahua en el proceso interno del Partido Acción Nacional en el que también participó el entonces senador Gustavo Madero Muñoz.
Las precampañas se desarrollaron del 3 al 24 de enero de 2021 arrancando la de ella en Ciudad Juárez La elección el 24 de enero, en ésta resultó electa como candidata de la coalición “Nos une Chihuahua” al obtener el 61.92% de los votos de los militantes del Partido Acción Nacional en el estado.
Se registró como candidata ante el instituto electoral local el 15 de marzo de 2021 e inició campaña el 4 de abril de ese mismo año con un mitin en la Presa La Boquilla bajo el lema “Juntos por un mejor futuro”. Cerró sus actividades proselitistas el 2 de junio de 2021. En la recta final de la campaña electoral recibió el apoyo de las candidatas Graciela Ortiz González del Partido Revolucionario Institucional y María Eugenia Baeza de Redes Sociales Progresistas quienes anunciaron su declinación.
La elección se realizó el domingo 6 de junio de 2021 y en ella resultó electa como gobernadora al obtener 576 176 votos lo que representa el 42.45% y una ventaja de más de ciento treinta mil votos o casi 10% de los sufragios sobre el segundo lugar que era el candidato del partido Morena, Juan Carlos Loera. Una semana después, recibió la constancia que la acredita como gobernadora electa.
El gobernador en turno, Javier Corral Jurado, no reconoció el triunfo y provocó que el proceso de transición fue atípico pues se negó a participar personalmente en los trabajos de entrega - recepción del gobierno, y solo permitió a algunos de sus secretarios hacerlo.
Sobre el conflicto de la Presa La Boquilla, ya como gobernadora electa, inició negociaciones con el entonces secretario de gobernación, Adán Augusto López, anunció que se había llegado a un acuerdo que implicaba la liberación de los productores que habían sido detenidos por la Guardia Nacional, el cese del trasvase de agua y la entrega de apoyos a campesinos para tecnificación de riego y para la siembra.

### Acusaciones y persecución
En enero de 2021 la Fiscalía General de Chihuahua, la acusó de haber recibido sobornos de al menos 10.3 millones de pesos entre 2014 y 2016 por parte del entonces gobernador del estado César Duarte. Se alegó que los pagos se efectuaron durante su gestión como vicecoordinadora de la bancada del PAN en el congreso local y cuando fue candidata por primera vez a la alcaldía de Chihuahua. Por su parte, ella acusó no se le permitió el acceso a las pruebas durante la etapa inicial como lo estipula ley y además declaró que se trataba de una persecución política por parte del entonces gobernador Javier Corral para frenar su camino rumbo a la gubernatura y entregar la gubernatura a Morena.
Siendo ya candidata a la gubernatura, el 1 de abril del mismo año fue vinculada a proceso por un juez de control, después de una audiencia de más de 42 horas, en el que la defensa no pudo desestimar las pruebas presentadas por el ministerio público, entre las que están 34 recibos supuesta firmados por ella. Sin embargo, sus derechos políticos no fueron afectados por lo que pudo mantener su candidatura y continuar con su campaña. Meses después, ya habiendo sido electa como gobernadora, se dio el fallo por el que se le exoneró del caso pues el ministerio público no había acreditado que los presuntos sobornos hubieran comprometido las votaciones legislativas de la entonces diputada.
También fue investigada por la Fiscalía Especializada de Combate a la Corrupción por supuestos delitos de cohecho y uso indebido de atribuciones y facultades ilícitas, al supuestamente haber sobornado a proveedores de su gobierno como alcaldesa de Chihuahua. Se acusó que habría recibido de empresas contratistas, pagos mensuales por más de 1.3 millones de pesos entre 2017 y 2018, y habría ordenado la adjudicación de contratos para limpieza y mantenimiento de camellones, parques y jardines municipales a cinco empresas que, de acuerdo con la auditoría, estaban vinculadas entre sí y simularon competencia en los procesos de licitación. Sin embargo, posteriormente la misma fiscalía solicitó al Tribunal Superior de Justicia del Estado desestimar el caso y retiró los cargos presentados, por lo que nunca fue vinculada a este proceso.

### Gestión como gobernadora
Durante los primeros minutos del 8 de septiembre de 2021, ya como gobernadora en funciones, recibió al gobernador saliente Javier Corral quien firmó el acta de entrega recepción y al término de este trámite se retiró negándose a participar en el acto protocolario de la toma de protesta. Ese mismo día durante una sesión extraordinaria del Congreso de Chihuahua realizada en la Plaza de la Mexicanidad de Ciudad Juárez, asumió el mandato 2021 - 2027, convirtiéndose así en la primera mujer gobernadora en la historia del estado.
En materia de salud, lanzó el programa MediChihuahua ante la extinción del Seguro Popular y el INSABI, con lo que logró mantener los servicios de salud a la población sin protección social en el estado. En coordinación con Grupo México echó a andar Dr Vagón para llevar atención médica a la Sierra Tarahumara, creó el sistema de expediente electrónico S+ y utilizó tecnología chatbot para atender a los pacientes a través de WhatsApp y telemedicina. Implementó clínicas médicas itinerantes. Puso en marcha dos aceleradores lineales para el combate del cáncer y nueve nuevos mastógrafos, creó el registro estatal de cáncer, remodeló y amplió el área de teleterapia y cirugía del Centro Estatal de Cancerología. Implementó la clínica de cateteres en Parral, habilitó el departamento de dietética y leche en Chihuahua capital y Ciudad Juárez. Pasó de 66.2% a 80.4% el abasto de medicamentos en los hospitales públicos, equipó el Hospital Ginecobstetricia de Parral. Integró el departamento de cuidados paliativos al Hospital Infantil de Especialidades de Chihuahua, adecuó la unidad de cuidados intensivos neonatales en el Hospital de la Mujer en Ciudad Juárez, creó la clínica de vasectomía en la capital-destacando el estado como el segundo lugar nacional en productividad de vasectomías-. Inauguró el Centro Regional de Radioterapia Zona Norte en Juárez y la casa de la salud en Guadalupe y Calvo, construyó veinte centros regionales de nutrición y el albergue materno en la Sierra Tarahumara, remodeló el Hospital Civil Libertad de Juárez habilitando su área de paidopsiquiatría, el Hospital General de Camargo, el Centro de Salud Tierra Nueva en Cuauhtémoc, el hospital comunitario de Nuevo Casas Grandes y el Hospital de Ginecobstetricia de Cuauhtémoc. Lanzó el programa NutriChihuahua.
Creó el Instituto Chihuahense de Desarrollo Infantil, la red de estancias infantiles ante la desaparición del programa a nivel federal, seis nuevos centros de desarrollo juvenil y la casa soy joven en Ciudad Juárez. Estableció la Unidad de Apoyo a Familiares Directos de Víctimas de Feminicidio, declaró la alerta de violencia de género contra las mujeres en cinco municipios del estado y abrió once centros de atención a la violencia contra las mujeres, así como 347 puntos naranja. Lanzó una tarjeta de apoyo económico a mujeres que benefició a ciento treinta mil mujeres. Por primera vez en la historia reciente, se llevó a cabo una reunión de todas las autoridades tradicionales indígenas del estado con las autoridades civiles de los tres poderes locales y la presencia de los tres órdenes de gobierno. Arrancó el programa Juntos por la Sierra Tarahumara para resolver integralmente sus problemas y comenzó la tradición del festival de juegos autóctonos Re’We. Implementó el programa gobernadora en tu municipio con la que recorrió todo el estado.
Rescató y renovó el Centro Cultural Paso del Norte en Ciudad Juárez, la Casa Redonda convertida en Museo de Arte Contemporáneo y el Teatro de los Héroes de la ciudad de Chihuahua. Decretó la entrada gratuita a los museos del estado los días jueves. La cobertura educativa de nivel preescolar pasó de 54% a 62% e incorporó los talleres de robótica en las escuelas técnicas donde instaló laboratorios de ciencia y tecnología. El estado pasó del lugar 26 a los primeros lugares en el medallero de los juegos nacionales de la CONADE y volvió a la Liga Mexicana de Béisbol después de 14 años de ausencia al regresar a Chihuahua al equipo Dorados. Retomó la realización de Omáwari, un festival multicultural de naciones indígenas hermanas de Chihuahua, Sonora y Arizona. Declaró la tradición popular de Los Seremos como patrimonio cultural inmaterial del estado.
En asuntos económicos logró que el estado fuera, a nivel nacional, el mayor exportador, el quinto con mayor crecimiento, el cuarto en crecimiento del salario, el primero en tasa de ocupación laboral y el segundo con menor tasa de informalidad laboral; y que éste mejorara cuatro posiciones en el índice de competitividad del IMCO, colocándose dentro de los diez mejores. Creó el Fideicomiso para el Desarrollo Energético Sustentable, el Fondo Estatal de Ciencia, Tecnología e Innovación, el corredor artesanal de Mata Ortiz, el Centro de Conciliación Laboral y el Centro de Patentamiento. Inauguró el parque de innovación Spark, instaló más de dos mil módulos solares fotovoltaicos para generar electricidad limpia para edificios públicos e impulsó el modelo de economía circular. Puso en marcha el Aeropuerto Internacional Barrancas del Cobre, el cual fue aceptado como miembro de la Organización Internacional de Turismo Social. Logró se incorporaran cuatro nuevas rutas aéreas, una entre Ciudad Juárez y Monterrey con Volaris, otra de Los Mochis a Creel, y dos más con Transportes Aéreos Regionales que conectarán Chihuahua con Santiago de Querétaro, Los Mochis y La Paz. En su administración se nombraron a Guachochi e Hidalgo del Parral como pueblos mágicos.
Construyó el Centro de Atención a Niños y Niñas Migrantes y la Presa Pico de Águila, el edificio del centro de inteligencia de la Fiscalía General del Estado, el Centro Estatal del Manejo del Fuego, el Centro de Asistencia Social para Niñas, Niños y Adolescentes, y el colector Norzagaray. Modernizó las instalaciones de la Feria Santa Rita de Chihuahua, la carretera de Cuauhtémoc - Álvaro Obregón, el Gran Estadio Parral, el Parque Central Hermanos Escobar, el Centro de Justicia para las Mujeres y el Parque el Colibrí. Instauró el Comité de Normalización Ambiental del Estado. En su administración inició operaciones el sistema de transporte BRT JuarezBus en Ciudad Juárez con nuevos camiones con sistema de localización GPS. Implementó el sistema de telepeaje y pago con tarjeta de débito y crédito en todas las casetas de la entidad.
En seguridad creó la plataforma Centinela con subcentros regionales y más de diez mil cámaras de seguridad vigilando el estado, así como el modelo de justicia cívica. Construyó los centros de reacción inmediata en Parral, Juárez y Cuauhtémoc, y los edificios del Centro de Justicia para las Mujeres en Parral y Juárez. Arrancó las operaciones del Escuadrón Rosa; la Fuerza Especial SWAT como unidad de élite; el grupo especial de detectives de investigaciones criminales para delitos prioritarios y captura de fugitivos; la Policía Minera; la Policía Bancaria; la Policía Forestal; la Unidad Especializada de Soporte Integral en la Persecución, Investigación, Acusación y Ejecución del Delito; la agencia del ministerio público en Galeana y las oficinas del Centro Estatal de Mecanismos Alternativos de Solución de Controversias en múltiples municipios; y la dirección de inteligencia de los centros de reinserción social. La policía estatal fue la primera corporación a nivel México en firmar un acuerdo de colaboración con la Organización Internacional para las Migraciones del Sistema de las Naciones Unidas. Impulsó la creación del delito de desplazamiento forzado en el código penal estatal, la certificación Triple Arco de los procesos internos de la secretaría de seguridad estatal ante la Comisión de Acreditación para Agencias de Aplicación de la Ley (CALEA); la modernización del C4 que pasó a convertirse en el C7-IA, el primero en todo Latinoamérica; el pacto por la prevención; la Ley Estatal de Justicia Cívica e Itinerante; la posibilidad de denunciar ante la autoridad correspondiente vía WhatsApp; la regularización de las empresas de seguridad privada al crear el registro para dichas instituciones. Sus resultados en la materia son la reducción de homicidios dolosos en 22%, el decremento de 28% de los robos de vehículos con violencia y de 25% en el robo a casa habitación con violencia. Los delitos de narcomenudeo bajaron un 54%. Según la Encuesta Nacional de Seguridad Urbana, la percepción de inseguridad en el estado pasó de 69 puntos a 52.6 y mejoró percepción y la confianza de la policía estatal.
Creó la Comisión de Desplazamiento Forzado Interno, la Secretaría de Turismo, la Secretaría de Pueblos y Comunidades Indígenas, y el padrón digital de proveedores del estado. Impulsó la primera Ley de Gobierno Digital del Estado e instaló cerca de trescientos puntos de acceso gratuito a internet. El nivel de cumplimiento de la obligación en la presentación de declaración patrimonial pasó de 37.4% a 91.3%. Los ingresos propios crecieron 33% y los pasivos totales disminuyeron 15% con lo que logró eliminar el déficit fiscal. Bajo su administración el estado fue reconocido como el estado de menor dependencia de los recursos federales y logró los primeros lugares en el tablero global de la Secretaría de Hacienda y Crédito Público de la federación. Fitch Ratings mejoró la calificación crediticia del estado pasando de BBB a A-, mientras que en HR Ratings mejoraron de AA- a AA+.
Recibió el premio Antea de la Cámara Nacional de la Industria de Radio y Televisión y durante 2025 fue nombrada coordinadora de la conferencia de gobernadores de Acción Nacional.

## Profesionista
En distintos momentos de su vida ha ejercido diferentes actividades profesionales ajenas a la vida pública, entre ellas ha sido catedrática titular del Tecnológico de Monterrey en materias de derecho internacional privado y políticas diplomáticas y consulares. De igual forma ha sido editorialista para distintos medios como El Heraldo de Chihuahua.